# Confessions on a Dance Floor
Albums de Madonna
Remixed and Revisited
(2003) I'm Going to Tell You a Secret
(2006)
Singles
1. Hung Up
Sortie : 17 octobre 2005
2. Sorry
Sortie : 28 février 2006
3. Get Together
Sortie : 06 juin 2006
4. Jump
Sortie : 31 octobre 2006

Confessions on a Dance Floor est le dixième album studio de Madonna. Enregistré entre 2004 et 2005, il sort les 14 et 15 novembre 2005. L'œuvre se caractérise par une sonorité disco/pop/dance/funk/electro. Aujourd'hui, l'album s'est écoulé à plus de 12 millions d'exemplaires,,. Madonna reçoit un Grammy Award pour le Best Electronic/Dance Album de 2006.
Madonna revient avec un nouveau son depuis Music. En quelque sorte, cet album marque son « retour », car American Life n'a pas été un grand succès commercial. Cet album est l'un des plus médiatisés de la carrière de la star.
Six mois après la sortie de l'album, Madonna lance une immense tournée, principalement basée sur Confessions on a Dance Floor. Confessions Tour devient à l'époque la tournée la plus lucrative pour une artiste féminine dans l'histoire de la musique avant d'être battu par sa tournée suivante le Sticky and Sweet Tour[réf. nécessaire].

## Genèse
Avec American Life, Madonna critiquait le monde du spectacle et la société américaine. Pour son dixième album, la chanteuse décide de partir dans une autre direction : « Quand j'ai enregistré American Life, j'étais très préoccupée par ce qui se passait dans le monde. (...) J'étais en colère. Il fallait que je me débarrasse de cette colère. L'album est très politique. Maintenant, j'ai envie de m'amuser, de danser et faire danser les gens. Le monde va mal, et je veux rendre les gens heureux. »
Alors qu'elle entreprend de collaborer à nouveau avec Mirwais Ahmadzaï, qui a œuvré sur Music et American Life, elle constate que le Français est trop politique et cérébral pour la direction musicale qu'elle souhaite prendre. Après avoir enregistré quelques chansons avec Ahmadzaï, Madonna fait appel à Stuart Price, qui a officié en tant que directeur musical pour les tournées Drowned World Tour et Re-Invention Tour.
Madonna et Stuart Price s'orientent vers un hommage au disco des années 1970 et à l'electropop des années 1980. Plutôt que de reproduire ce qu'elle a fait par le passé, le chanteuse choisit d'aller chercher ses influences chez Giorgio Moroder et les Bee Gees.

## Enregistrement
Madonna et Stuart Price enregistrent dans l'appartement du producteur. « Nous avons fait plusieurs enregistrements chez lui [Stuart Price] ; j'arrivais chez lui le matin et Stuart me répondait à travers sa porte, j'en concluais qu'il était resté debout à travailler toute la nuit. Un jour je lui ai fait du café et puis je lui ai dit : "Stuart, ta maison est une pagaille, le frigo est vide". Alors j'ai appelé quelqu'un chez moi pour lui rapporter à manger. On travaillait toute la journée. Un drôle de couple. »

## Paroles et musique
Confessions on a Dance Floor est un album disco, pop et electro. Les chansons s'enchaînent les unes aux autres comme une playlist de DJ. La première partie de l'album est dansante et insouciante, tandis que la seconde, bien que toujours aussi rythmée, traite de sujets plus personnels.
Madonna utilise des samples et fait référence à des artistes disco. Hung Up est construite à partir d'un sample de Gimme! Gimme! Gimme! (A Man After Midnight) du groupe ABBA. Quant à Future Lovers, elle contient des similarités avec I Feel Love de Donna Summer. Lors du Confessions Tour, Madonna interprètera d'ailleurs un extrait de la chanson de Summer après Future Lovers. Push contient des éléments d'Every Breath You Take du groupe The Police. La chanteuse fait également référence à son travail passé. La phrase « Time goes by so slowly for those who wait, those who run seem to have all the fun » entendue dans Hung Up provient de Love Song, qui date de 1989. Dans How High, Madonna cite deux chansons de l'album Music : Nobody's Perfect et I Deserve It. De plus, l'album Bedtime Stories sorti en 1994 comportait déjà une chanson intitulée Forbidden Love.
Isaac est la chanson qui se rapproche le plus d'une ballade. La voix masculine est celle d'un ami de Madonna, Isaac Sinwani, qui récite des extraits d'un poème en hébreu, Im Nin'alu. Un groupe de rabbins israéliens a accusé Madonna de blasphème, pensant que le titre de la chanson faisait référence à Isaac Luria, un kabbaliste du XVIe siècle.
Les chansons Let It Will Be, How High et Like It or Not font référence aux critiques dont Madonna a été victime au cours de sa carrière, tandis que I Love New York et Jump traitent de son arrivée dans la grosse pomme.

## Liste des titres
| No  | Titre              | Auteur                                                       | Producteurs                      | Durée |
| --- | ------------------ | ------------------------------------------------------------ | -------------------------------- | ----- |
| 1.  | Hung Up            | Madonna, Stuart Price, Benny Andersson, Björn Ulvaeus        | Madonna, Price                   | 5:36  |
| 2.  | Get Together       | Madonna, Price, Anders Bagge, Per Åström                     | Madonna, Price                   | 5:30  |
| 3.  | Sorry              | Madonna, Price                                               | Madonna, Price                   | 4:43  |
| 4.  | Future Lovers      | Madonna, Mirwais Ahmadzaï                                    | Madonna, Ahmadzaï                | 4:51  |
| 5.  | I Love New York    | Madonna, Price                                               | Madonna, Price                   | 4:11  |
| 6.  | Let It Will Be     | Madonna, Price, Ahmadzaï                                     | Madonna, Price                   | 4:18  |
| 7.  | Forbidden Love (•) | Madonna, Price                                               | Madonna, Price                   | 4:22  |
| 8.  | Jump               | Madonna, Joe Henry, Price                                    | Madonna, Price                   | 3:46  |
| 9.  | How High           | Madonna, Christian Karlsson, Pontus Winnberg, Henrik Jonback | Madonna, Bloodshy & Avant, Price | 4:40  |
| 10. | Isaac              | Madonna, Price                                               | Madonna, Price                   | 6:03  |
| 11. | Push               | Madonna, Price                                               | Madonna, Price                   | 3:57  |
| 12. | Like It or Not     | Madonna, Karlsson, Winnberg, Jonback                         | Madonna, Bloodshy & Avant        | 4:31  |

| 13. | Fighting Spirit | Madonna, Ahmadzaï | Madonna, Ahmadzaï | 3:32 |

| 14. | Super Pop | Madonna, Ahmadzaï | Madonna, Ahmadzaï | 3:42 |

(•) - Totalement différent du titre du même nom de Bedtime Stories sorti en 1994.

### Autres chansons
1. History : face B du single de Jump.
2. Triggering (ou Trigerring Your Senses) : mis sur l'internet le 21 août 2008.
3. Keep The Tranceloving : paru sur internet aux alentours du 18 janvier 2008. Par la suite une version complète et définitive fut mis sur internet en août 2008.

## Formats et éditions limitées
- Confessions On a Dance Floor (normal) : 12 chansons qui sont collées les unes aux autres, comme un CD de DJ. Chaque chanson est sélectionnable.
- Édition spéciale : Les 12 chansons normales, mais avec le bonus Fighting Spirit (non-collé aux autres chansons), un livret de 40 pages rempli de photos de Steven Klein sur la période Confessions, un journal « intime » de 80 pages avec des citations de Madonna, un mois gratuit sur ICON FanClub et un boîtier en forme de livre.
- iTunes mixage continue : des chansons téléchargées numériquement mixées qui se collent les unes aux autres. Il vient avec un livret de photos et la vidéo de Hung Up.
- iTunes: Téléchargement digital. Les 12 chansons de l'album, un livret de photos et la vidéo de Hung Up
- Ensemble de 2 vinyls : Ensemble promo de 2 vinyls sur lesquelles apparaissent les chansons normales de l'album.
- Édition limitée de l'ensemble de 2 vinyls : ensemble de 2 vinyls de couleur rose sur lesquelles apparaissent les chansons de l'album.
- Confessions Remixed : 6 chansons remixées sur 3 vinyles seulement. 3 000 copies seulement ont été faites aux États-Unis.
- Édition Japonaise CD+DVD : Seulement au Japon. Disque 1: l'album officiel normal et disque 2: la vidéo de Hung Up et Sorry plus les making of des deux vidéos.

## Promotion
Le 4 novembre 2005, Madonna fait l'ouverture des MTV Video Music Awards avec Hung Up, puis se rend  en Allemagne pour l'émission Wetten, dass..?, en France pour Star Academy, ainsi qu'au Royaume-Uni pour le téléthon local. Dans le même temps, la chanteuse embarque pour une tournée promotionnelle dans des boîtes de nuit : le Roxy à New York, le Koko Club et le G-A-Y à Londres, puis le Studio Coast à Tokyo. Les chansons interprétées lors de cette tournée sont : Hung Up, Get Together, Sorry, I Love New York, Let It Will Be, Everybody et Jump.
Le 8 février 2006, Madonna est chargée de l'ouverture des Grammy Awards, en compagnie de Gorillaz. Le groupe apparait en hologramme et interprète Feel Good Inc. avec le rappeur De La Soul. Madonna apparait sur l'écran et commence à chanter Hung Up accompagnée par une guitare acoustique, puis elle rejoint ses danseurs sur la scène.
Madonna interprète également Hung Up lors de l'édition 2006 du festival de Coachella, en Californie.
À partir du mois de mai 2006, Madonna entame une tournée mondiale, le Confessions Tour. La chanteuse prolonge son hommage aux années 1970 et 1980, en faisant son entrée enfermée dans une boule à facettes, en utilisant des samples de I Feel Love et Disco Inferno, ou encore en portant une cape avec l'inscription « Dancing Queen », en référence à la chanson d'ABBA. La tournée possède également une dimension politique et humanitaire, avec des personnalités controversées apparaissant sur un écran pendant Sorry, ou un discours sur les jeunes enfants atteints du sida pendant Live to Tell, que Madonna interprète sur une croix à facettes, coiffée d'une couronne d'épines. La tournée devient à l'époque la tournée la plus lucrative pour une artiste féminine, avec des recettes s'élevant à 194,7 millions de dollars[réf. nécessaire].

## Classements, volumes et certifications
L'album s'est classé en première position dans les pays suivants : Allemagne, Argentine, Australie, Autriche, Belgique, Brésil, Canada, Danemark, Espagne, États-Unis, Finlande, France, Grèce, Hongrie, Italie, Norvège, Pays-Bas, Pologne, Royaume-Uni, Portugal, Suède et Suisse.
| Pays             | Classement | Certification | Ventes    |
| ---------------- | ---------- | ------------- | --------- |
| Allemagne        | 1          | 3 × Platine   | 500 000   |
| Australie        | 1          | 2 × Platine   | 210 000   |
| Autriche         | 1          |               |           |
| Belgique         | 1          | Platine       |           |
| Brésil           | 1          | Or            |           |
| Canada           | 1          | 5 × Platine   |           |
| Danemark         | 1          | 2 × Platine   |           |
| Espagne          | 1          | 2 × Platine   |           |
| États-Unis       | 1          | Platine       | 1 000 000 |
| Europe           | 1          | 4 × Platine   | 4 000 000 |
| Finlande         | 1          | Platine       |           |
| France           | 1          | Diamant       | 1 000 000 |
| Grèce            | 1          | 2 × Platine   |           |
| Hongrie          | 1          | 2 × Platine   |           |
| Irlande          | 3          | 4 × Platine   |           |
| Italie           | 1          |               |           |
| Japon            | 5          | 2 × Platine   | 500 000   |
| Mexique          | 3          | Platine       |           |
| Norvège          | 1          |               |           |
| Nouvelle-Zélande | 5          | Platine       |           |
| Pays-Bas         | 1          | Platine       |           |
| Pologne          | 1          | Platine       |           |
| Portugal         | 1          |               |           |
| Royaume-Uni      | 1          | 4 × Platine   | 1 200 000 |
| Suède            | 1          | 2 × Platine   |           |
| Suisse           | 1          | 3 × Platine   |           |